# ماتياس راندرياميامي
ماتياس راندرياميامي (مواليد 23 أبريل 2003) هو لاعب كرة قدم يلعب في مركز حارس المرمى في نادي باريس سان جيرمان. ولد في فرنسا ويمثل دولياً منتخب مدغشقر.

## روابط خارجية
- ماتياس راندرياميامي على موقع الاتحاد الأوربي (الإنجليزية)
- ماتياس راندرياميامي على موقع إي إس بي إن إف سي (الإنجليزية)
- ماتياس راندرياميامي على موقع قاعدة بيانات كرة القدم.إي يو (الإنجليزية)
- ماتياس راندرياميامي على موقع ليكيب (الفرنسية)
- ماتياس راندرياميامي على موقع ناشيونال فوتبول تيمز (الإنجليزية)
- ماتياس راندرياميامي على موقع Soccerbase.com (لاعب) (الإنجليزية)
- ماتياس راندرياميامي على موقع Soccerway.com (الإنجليزية)
- ماتياس راندرياميامي على موقع عالم كرة القدم.نت (الإنجليزية)